# Azizjon Ganiev
Azizjon Ganiev (sinh ngày 22 tháng 2 năm 1998) là một tiền vệ bóng đá Uzbekistan chơi cho Shabab Al-Ahli  ở UAE Pro League và đội tuyển bóng đá quốc gia Uzbekistan.